# Ladies and Gentlemen We Are Floating in Space
Ladies and Gentlemen We Are Floating in Space é o terceiro álbum de estúdio da banda Spiritualized, foi lançada em junho de 1997, e conta com participações do Balanescu Quartet, The London Community Gospel Choir e Dr. John.
Em 2010, o álbum foi relançado com o nome "Ladies and Gentlemen We Are Floating in Space (Collector's edition)", a edição de colecionador conta com algumas versões alternativas e remixadas.

## Título
O título do álbum foi inspirado no romance filosófico Sophie's World de Jostein Gaarder, especialmente pelo trecho:
| "Somente os filósofos embarcam nesta perigosa expedição aos confins da linguagem e da existência. Alguns caem, mas outros se agarram desesperadamente e gritam junto a pessoas que se aninham no fundo de uma suavidade confortável, fartando-se de comidas e bebidas deliciosas. 'Senhoras e senhores', eles gritam, 'estamos flutuando no espaço!' Mas nenhuma das pessoas lá embaixo se importa." | "Only philosophers embark on this perilous expedition to the outermost reaches of language and existence. Some of them fall off, but others cling on desperately and yell at the people nestling deep in the snug softness, stuffing themselves with delicious food and drink. 'Ladies and Gentlemen,' they yell, 'we are floating in space!' But none of the people down there care." (em inglês) |

## Faixas
Todas as músicas escritas por Jason Pierce, exceto "Can't Help Falling in Love", escrito por George David Weiss, Hugo Peretti e Luigi Creatore.

1. "Ladies and Gentlemen We Are Floating in Space (I Can't Help Falling in Love)" – 3:40
2. "Come Together" – 4:40
3. "I Think I'm in Love" – 8:09
4. "All of My Thoughts" – 4:36
5. "Stay with Me" – 5:08
6. "Electricity" – 3:46
7. "Home of the Brave" – 2:22
8. "The Individual" – 4:15
9. "Broken Heart" – 6:38
10. "No God Only Religion" – 4:21
11. "Cool Waves" – 5:05
12. "Cop Shoot Cop…" – 17:13

### Disco bônus 1
1. "Ladies and Gentlemen We Are Floating in Space" (A Cappella) – 2:33
2. "Ladies and Gentlemen We Are Floating in Space" (Demo) – 2:54
3. "Ladies and Gentlemen We Are Floating in Space" (Strings) – 1:40
4. "Ladies and Gentlemen We Are Floating in Space" (Kate Telephone Call) – 1:21
5. "Ladies and Gentlemen We Are Floating in Space" (Moles Studio Mix 7) – 4:48
6. "Ladies and Gentlemen We Are Floating in Space" (Original Oratone Ideas) – 0:42
7. "Ladies and Gentlemen We Are Floating in Space" (A Cappella with Lead Vocal) – 1:57
8. "Come Together" (Instrumental Demo) – 3:18
9. "Come Together" (Demo in Lower Key) – 4:02
10. "I Think I'm in Love" (Original Demo Idea) – 1:01
11. "I Think I'm in Love" (Demo) – 2:04
12. "I Think I'm in Love" (Drums/Wah) – 4:16
13. "I Think I'm in Love" (A Cappella) – 1:38
14. "I Think I'm in Love" (Vocal Demo January 1996) – 3:31
15. "I Think I'm in Love" (Gospel Choir Session) – 1:18
16. "All of My Thoughts" (Demo) – 3:52
17. "All of My Thoughts" (Strings) – 0:38
18. "Rocket Shaped Song" – 8:16

### Disco bônus 2
1. "Electricity" (Demo) – 3:34
2. "Electricity" (January 1996) – 5:07
3. "Electricity" (June 1996) – 4:55
4. "Home of the Brave" (Demo) – 3:48
5. "Home of the Brave" (Panned Vocal) – 2:40
6. "Beautiful Happiness" – 5:14
7. "Broken Heart" (Demo) – 2:15
8. "Broken Heart" (Strings) – 1:52
9. "Broken Heart" (Vocal Harmony/Angel Corpus Christi) – 2:41
10. "Broken Heart" (Early Vocal) – 0:50
11. "No God Only Religion" (Demo) – 4:05
12. "No God Only Religion" (Horns) – 2:48
13. "Cool Waves" (Demo) – 1:00
14. "Cool Waves" (String Session Mix) – 6:10
15. "Cop Shoot Cop…" (Demo) – 2:47
16. "Cop Shoot Cop…" (Dr. John The National Anthem) – 6:22
17. "Cop Shoot Cop…" (String Session Mix) – 3:46